# Tordesillas
Tordesillas ist eine nordspanische Kleinstadt und eine Gemeinde (municipio) mit 8.638 Einwohnern (Stand: 2024) in der Provinz Valladolid in der autonomen Region Kastilien-León. Die historisch und kulturell bedeutsame Stadt ist als Conjunto histórico-artístico anerkannt.

## Lage
Die Kleinstadt Tordesillas liegt auf dem Nordufer des Duero in der kastilischen Hochebene in einer Höhe von etwa 700 m. Die Provinzhauptstadt Valladolid befindet sich gut 30 km (Fahrtstrecke) nordöstlich; die historisch bedeutsame Marktstadt Medina del Campo ist knapp 30 km in südlicher Richtung entfernt. Das Klima im Winter ist durchaus kalt, im Sommer dagegen warm bis heiß; die spärlichen Regenfälle (ca. 385 mm/Jahr) fallen verteilt übers ganze Jahr.

## Bevölkerungsentwicklung
| Jahr      | 1857  | 1900  | 1950  | 2000  | 2019  |
| Einwohner | 3.956 | 3.590 | 5.029 | 8.045 | 8.750 |

Der deutliche Bevölkerungsanstieg im 20. Jahrhundert ist im Wesentlichen auf die Zuwanderung aus den ländlichen Gebieten in der Umgebung zurückzuführen (Landflucht).

## Wirtschaft
Die Einwohner der Stadt betreiben seit Jahrhunderten überwiegend Landwirtschaft, Handwerk, Kleinhandel und Dienstleistungen aller Art. Seit den 1960er Jahren spielen auch der innerspanische und internationale Tourismus eine immer größer werdende Rolle im Wirtschaftsleben der Stadt.

## Geschichte
In vorrömischer Zeit gehörte die Region zum Siedlungsgebiet des keltischen Volksstamms der Vaccäer; später kamen Römer und Westgoten, und im 8. Jahrhundert wurde das Gebiet von Mauren erobert – alle vier Kulturen haben jedoch in dem Gebiet nur wenige archäologisch verwertbare Spuren hinterlassen. Bereits im 9. Jahrhundert eroberten asturisch-leonesische Heere die Gebiete nördlich des Duero zurück (reconquista). Ende des 10. Jahrhunderts machte der maurische Heerführer Almansor die christlichen Erfolge vorübergehend wieder zunichte, aber im 11. Jahrhundert dehnte das Königreich León sein Herrschaftsgebiet erneut bis zur Duero-Grenze aus und betrieb eine Politik der Wiederbevölkerung (repoblación). Nach vorangegangenen Versuchen vereinigte sich León im Jahr 1230 endgültig mit dem Königreich Kastilien. Seine Blütezeit erlebte der Ort im ausgehenden Mittelalter und in der frühen Neuzeit.

### Vertrag von Tordesillas
Im Jahr 1494 – zwei Jahre nach der offiziellen Entdeckung der Neuen Welt durch Kolumbus – wurde die Stadt Schauplatz für den Vertrag von Tordesillas zwischen den Königreichen Kastilien und Portugal. Bereits ein Jahr zuvor hatte Papst Alexander VI. die Neue Welt zwischen den beiden Ländern entlang einer Demarkationslinie aufgeteilt, die westlich der Kapverdischen Inseln in Nord-Süd-Richtung verlief. Zugunsten von Portugal wurde diese Grenzziehung im Vertrag von Tordesillas weiter nach Westen verschoben.

### Aufenthalt Königin Johannas
Nach dem Tod ihres Ehemanns König Philipp im Jahr 1506 wurde die psychische Erkrankung der Königin Johanna deutlich erkennbar, sodass ihr Vater Ferdinand II. und später ihr Sohn Karl sie von der Außenwelt absonderten. Sie lebte von 1509 bis 1524 zusammen mit ihrer Tochter Katharina von Kastilien, danach bis zu ihrem Tod im Jahr 1555, nur mit einigen Bediensteten in Tordesillas in dem Palast, in dem 1453 ihr Onkel Alfons von Kastilien geboren wurde. Der Palast wurde 1773 abgerissen. Der Leichnam ihres Ehemannes befand sich bis 1525 in der Kirche des in der Nähe des Palastes gelegenen Konventes Santa Clara. Johanna wurde zusammen mit ihrem Ehemann in der Capilla Real der Kathedrale von Granada bestattet in der auch die Gebeine ihrer Eltern ruhen.

### Schlacht von Tordesillas
Im September des Jahres 1520 eroberten Angehörige des Comuneros-Aufstands die Stadt und erkannten Königin Johanna als einzige rechtmäßige Herrscherin über Spanien an. Ihr Sohn Karl V. organisierte unterdessen ein Adelsheer, und so kam es am 5. Dezember desselben Jahres vor den Toren der Stadt zu einer in Spanien bekannten Schlacht zwischen dem Bürgerheer und den Truppen der Royalisten. Letztere blieben siegreich, doch flammte der Aufstand in den Folgejahren in vielen Teilen Spaniens immer wieder auf.

## Sehenswürdigkeiten

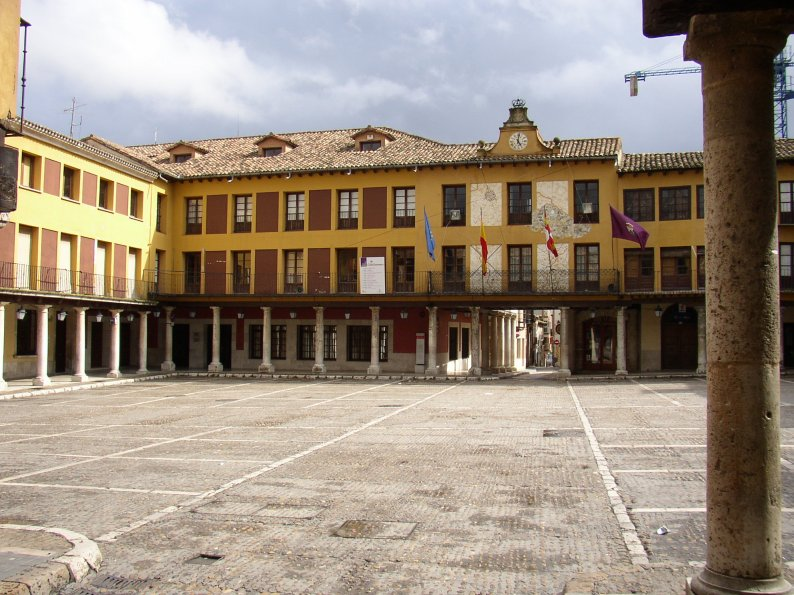
Plaza Mayor

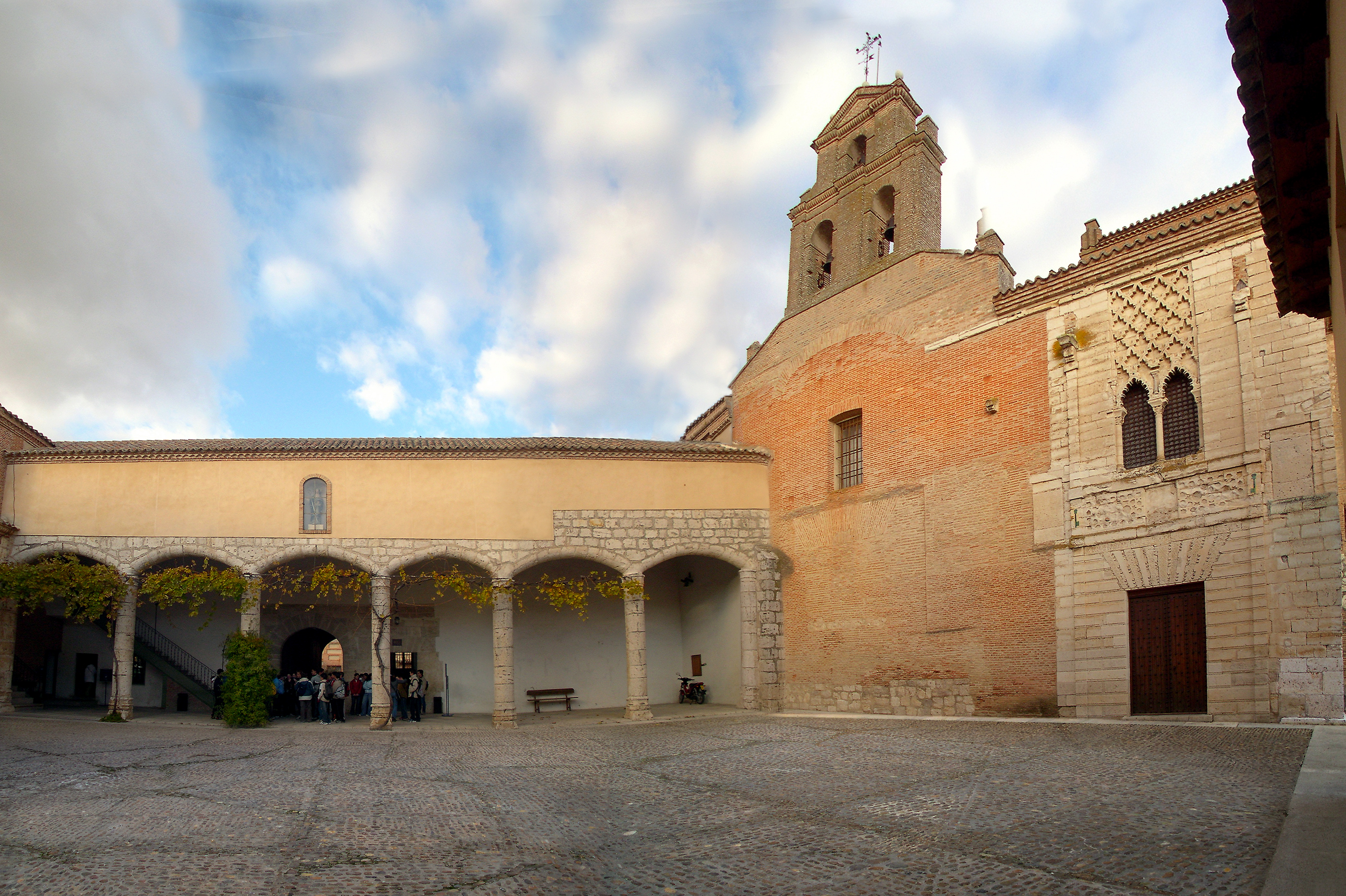
Monasterio de Santa Clara

- Im Zentrum der Stadt befindet sich der von dreigeschossigen Häusern umstandene quadratische Hauptplatz (Plaza Mayor). Im Erdgeschoss befinden sich jeweils Cafés und Geschäfte; die oberen Geschosse dienen zu Wohn- und Bürozwecken. Eines der Gebäude dient als Rathaus (ayuntamiento).
- Das Klarissen-Kloster (Monasterio de Santa Clara) ist in einem ehemaligen, im Mudéjarstil erbauten, Palast Alfons XI. von Kastilien (reg. 1312–1350) untergebracht, den dieser nach der gewonnenen Schlacht am Salado gegen die Mauren im Oktober 1340 in Auftrag gab. Die Gebäude zeigen eine Mischung aus maurischen (Hufeisenbögen, überschneidende Bögen, Vielpassbögen, Artesonado-Decken) und christlichen Elementen (Glockengiebel, Segmentbögen etc.). Bereits im Jahr 1363 übereignete sein Sohn Peter I. (reg. 1350–1369) die Gebäude dem Klarissenorden.
- Die Iglesia de Santa María entstammt dem 16./17. Jahrhundert; sie ist jedoch in gotischem Stil erbaut. Apsis und Glockenturm (campanario) bestehen aus Hausteinen, wohingegen das Kirchenschiff (nave) aus Ziegelsteinen errichtet ist.
- Die vom Duero-Ufer aus gut zu sehende Kirche San Antolin entstammt dem 16./17. Jahrhundert; seit dem Jahr 1969 beherbergt sie ein Museum für sakrale Kunst.[8] Ihr Turm ist in Mudéjar-Manier aus Ziegelsteinen erbaut. Das imposante Altarretabel stammt aus dem Jahr 1655.
- In unmittelbarer Nachbarschaft stehen die beiden Gebäude der Casas del Tratado, in welchen Ende des 15. Jahrhunderts die Verhandlungen über den Vertrag von Tordesillas stattfanden. Das größere der beiden Gebäude wurde jedoch in seiner heutigen Form erst im 17. Jahrhundert errichtet.
- Die Kirche San Francisco beherbergt ein Museum für Spitzenklöppelkunst (Museo del Encaje).[9]
- Über das Alter der zehnbogigen Duero-Brücke besteht Unklarheit. Möglicherweise im 13. oder 14. Jahrhundert erbaut, musste sie nach Hochwassern des Flusses wiederholt erneuert werden.

## Stierkampf

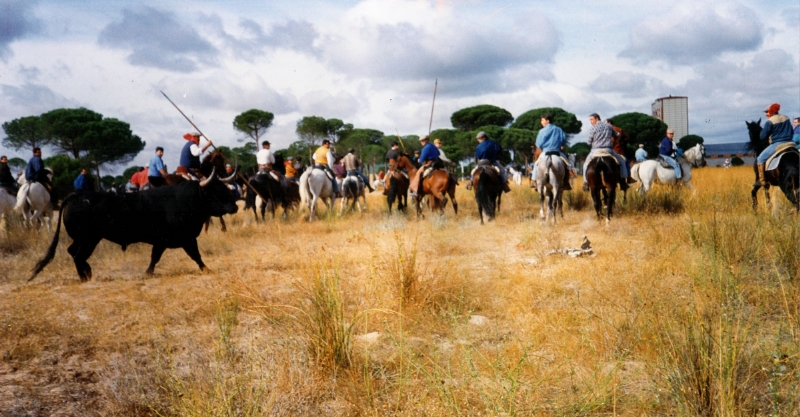
Stierkampf auf der Weide

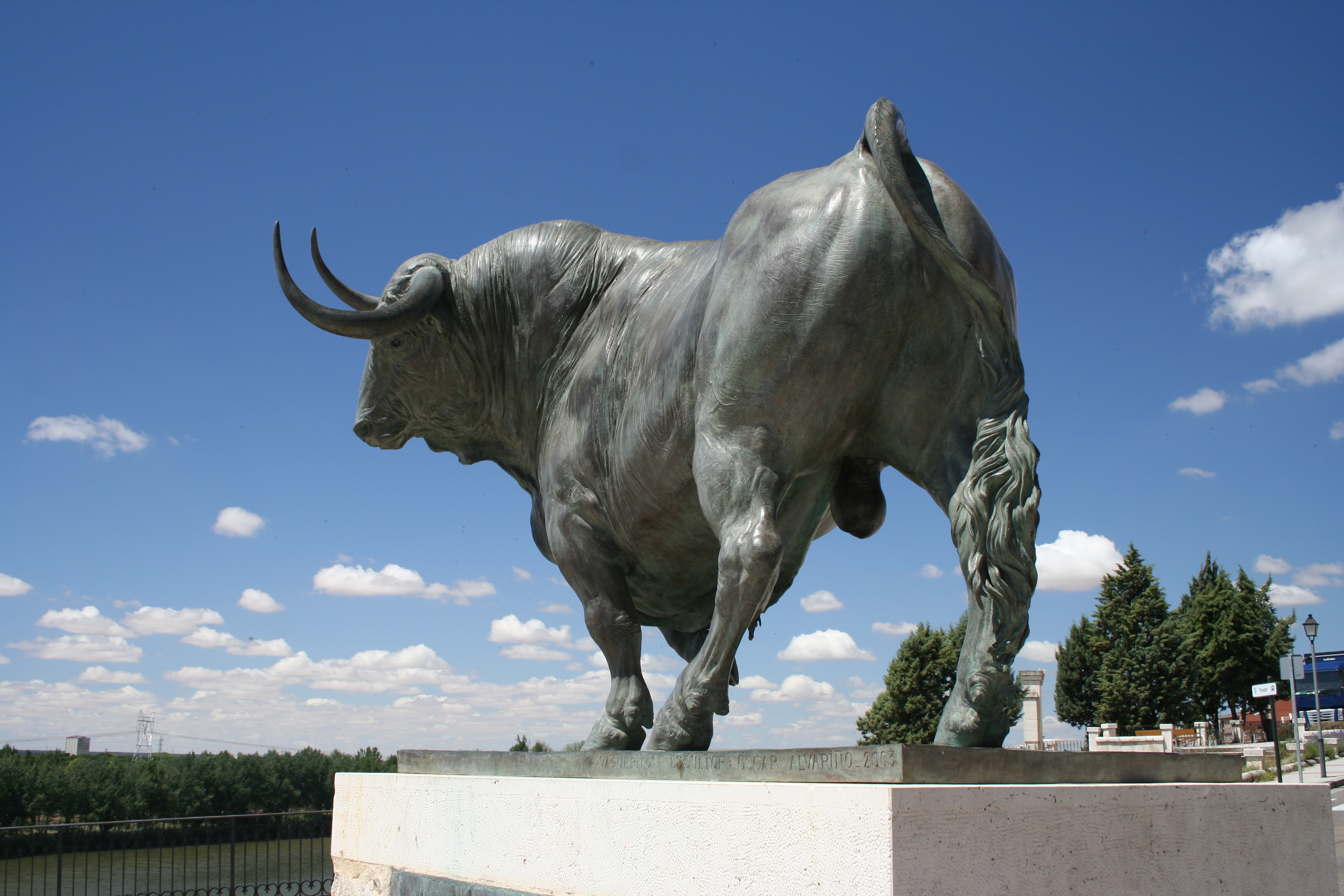
Skulptur des Spanischen Kampfstiers von Oscar Alvariño (2003)

Tordesillas ist Schauplatz des einzigartigen alljährlichen Toro-de-la-Vega-Turniers. Dabei wird am zweiten Dienstag nach dem Fest zu Ehren der Schutzpatronin von Tordesillas Virgen de la Peña (8. September) ein Stier auf den Wiesen (vegas) außerhalb des Ortes von Reitern mit Lanzenstichen zu Tode gebracht. Das auf ein Dekret Peters I. anlässlich der Feier der Geburt seiner Tochter Isabel im Jahr 1355 zurückgehende Turnier zieht regelmäßig Tausende Schaulustige aus dem In- und Ausland an.
Jedes Jahr gibt es zu diesem mittelalterlichen Spektakel in sämtlichen Medien zahlreiche Äußerungen von Befürwortern und Gegnern. Die Zahl der Gegner dieses grausamen Spektakels steigt allerdings mit jedem Jahr: Im Jahr 2012 wurden 71.000 ablehnende Unterschriften von der Partido Animalista, einer spanischen Tierschutzorganisation, gesammelt. Im Jahr 2015 waren es bereits 120.000 Unterschriften. Außerdem demonstrierten Anhänger verschiedener linker Gruppen auf dem Puerta-del-Sol-Platz in Madrid. Der Bürgermeister von Tordesillas erhielt wegen seiner positiven Haltung dem Stierkampf gegenüber bereits mehrere Morddrohungen und muss regelmäßig von der Polizei vor Demonstranten geschützt werden.
Im Mai 2016 erließ die Regionalregierung von Kastilien und León ein Dekret, das den Tod des Stiers während des Turniers und in der Öffentlichkeit untersagt. Spanische Tierschützer und Spitzenpolitiker feierten diese Entscheidung, während der Bürgermeister und die Opposition im Rathaus noch am selben Tag ihre Empörung äußerten. Laut dem Dekret sollen die traditionellen Feste den im 21. Jahrhundert vorherrschenden Meinungen und Ansichten angepasst werden, hieß es als Begründung. Das Dekret wurde später als Gesetz angenommen.